# Walckenaeria aprilis
Walckenaeria aprilis är en spindelart som beskrevs av Alfred Frank Millidge 1983. Walckenaeria aprilis ingår i släktet Walckenaeria och familjen täckvävarspindlar. Inga underarter finns listade i Catalogue of Life.